# Цигенешть (Молдова)
Цигенешть (рум. Țigănești) — село у Страшенському районі Молдови. Утворює окрему комуну.

## Населення
За даними перепису населення 2004 року у селі проживали 1319 осіб.
Національний склад населення села:
| Національність | Кількість осіб | Відсоток |
| -------------- | -------------- | -------- |
| молдавани      | 1311           | 99,4%    |
| росіяни        | 5              | 0,4%     |
| українці       | 3              | 0,2%     |
| Всього         | 1319           | 100%     |